# 馬自達CX-8
馬自達CX-8（日语：マツダ・CX-8）乃日本馬自達汽車公司於2017年至2023年之間推出的六/七人座緊湊型跨界休旅車。

## 概要
繼2016年原廠在海外市場推出第二代CX-9之後，為了因應日本國內較為狹窄的道路環境，2017年9月14日公開車身尺寸比前者小的CX-8，並於同年12月14日起發售。
關於車名的由來，「CX」取自crossover，「8」則為近年來馬自達公司命名車種的方式，原則上數字越大表示越高階或車身越大的車款。從引擎、底盤、傳動系統、乃至於車身結構，皆採用該公司近年來力推的創馳藍天技術。

## 歷史
2017年 - 9月14日原廠公開並接受預約，12月14日開始發售。與CX-9的長5,075mm、寬1,969mm、高1,747mm的車身相比，CX-8的長4,900mm、寬1,840mm、高1,730mm比較精實，而兩者的軸距皆為2,930mm。頭燈造型接近第二代CX-5，但水箱罩的設計則接近CX-9。該車款計有前輪驅動與四輪驅動2種設定，並規劃成3種車型。其中頂規車型是以「2+2+2」的六人座配置，在第二排座椅中央設置扶手鞍座與置杯架；其餘2種車型則可選六人座或七人座。動力心臟為2.2L直列四缸DOHC SH-VPTS型柴油渦輪增壓引擎，為了因應CX-8多出2人或3人的承載需求，在四支壓電晶體式噴油嘴（piezo injector）上安裝可偵測燃油噴射量及壓力的感測器，因此最大馬力上調至190ps / 4,500rpm，最大扭力則是45.9kgf·m / 2,000rpm，且搭配SkyActiv-Drive六速手自排變速系統。入門車型將G力導引控制技術（G-Vectoring Control，G-ベクタリング コントロール，簡稱GVC）、i-ACTIVSENSE輔助系統等列入標準配備，高階車型另增MRCC雷達定速巡航（Mazda Radar Cruise Control）、TSR交通號誌辨識系統（Traffic Sign Recognition）、ALH智慧型LED頭燈、DAA駕駛人注意力警示系統（Driver Attention Alert）等。
2023年 - 10月31日原廠宣布12月下旬停產，直到12月25日正式停產。

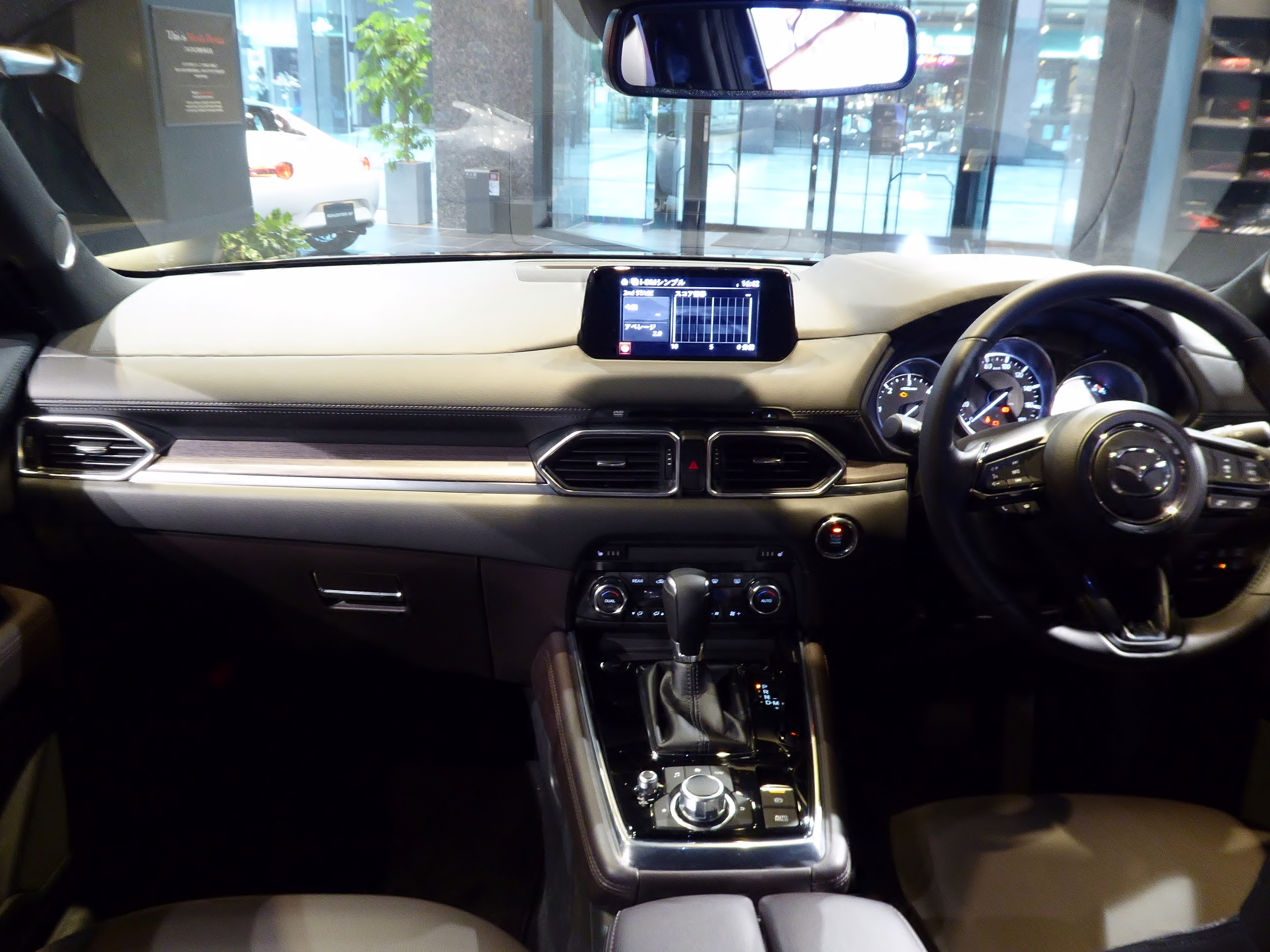
日規版內裝
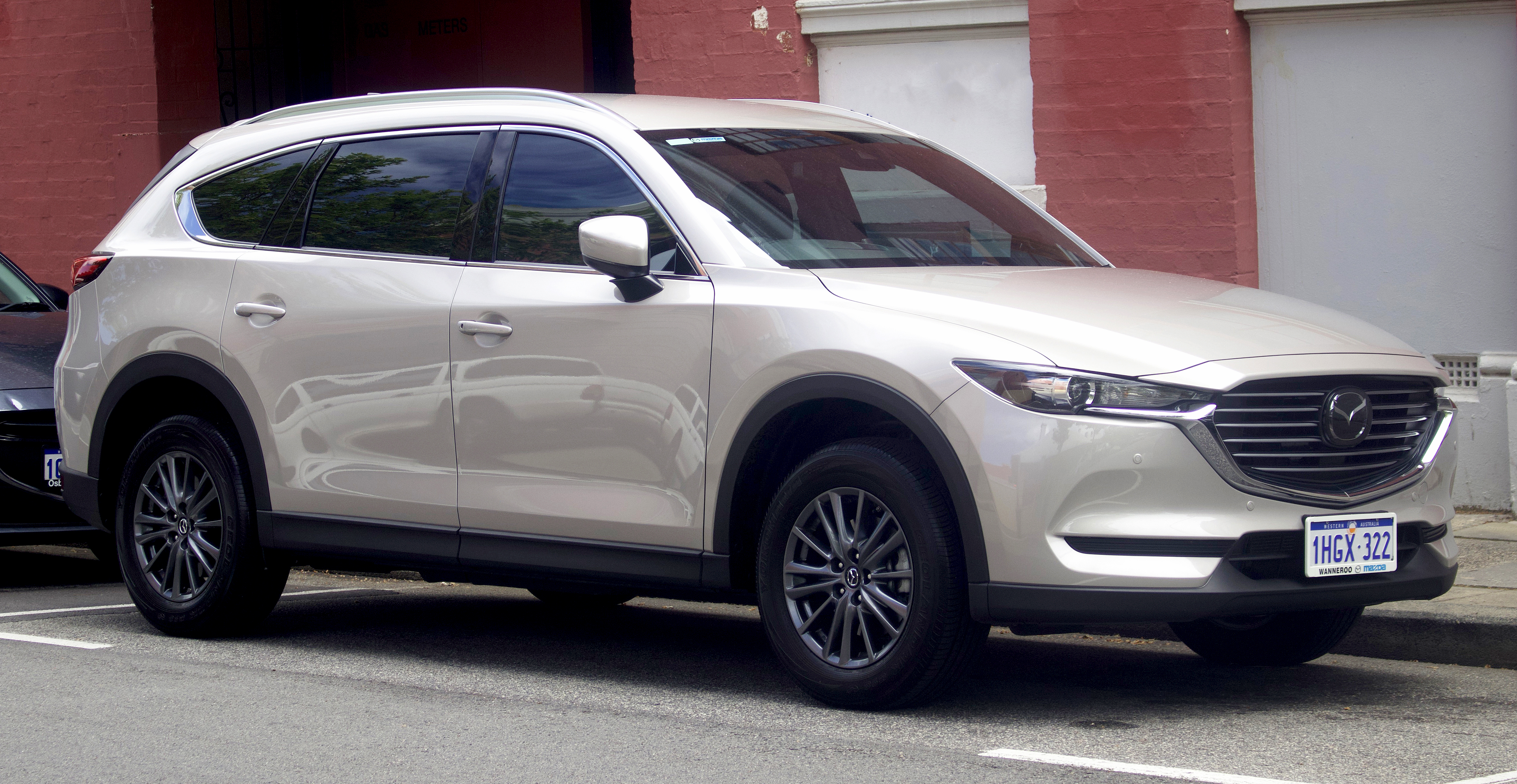
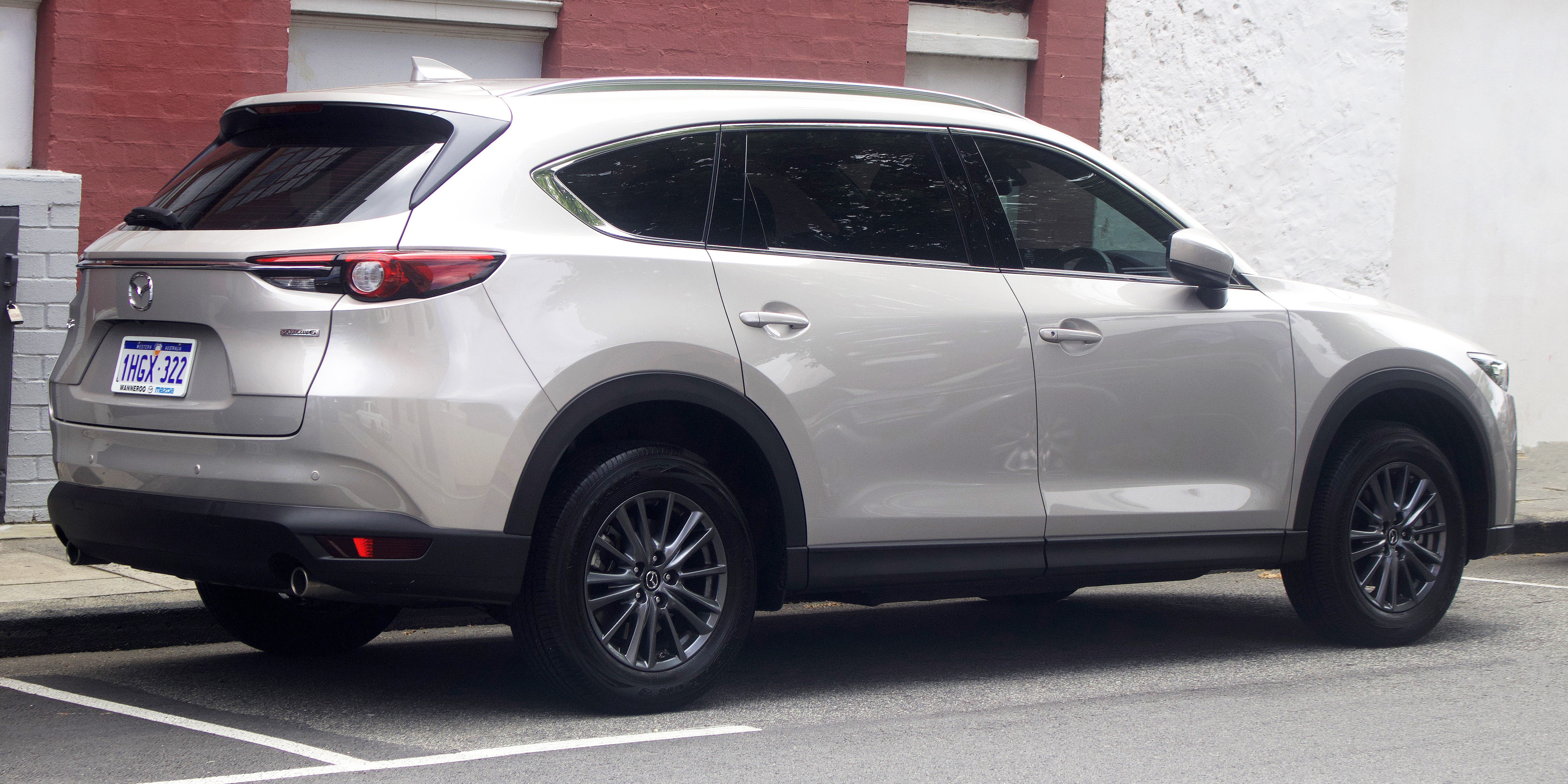

## 外部連結
- （日語）日本官方網站 （页面存档备份，存于）